# Maharashtra Open
Maharashtra Open – męski turniej tenisowy rozgrywany w latach 1996–2023.
Pierwsza edycja turnieju odbyła się w 1996 roku, w Gold Flake. Od 1997 do 2017 roku odbywał się w Ćennaju na obiekcie SDAT Tennis Stadium. W latach 2018–2023 tenisiści rywalizowali w Pune. Po edycji 2023 miejsce rozgrywek w Indiach zajął turniej Hong Kong Tennis Open rozgrywany w Hongkongu.
W latach 1996–2001 turniej nosił nazwę Gold Flake Open, w latach 2002–2004 były to rozrywki pod nazwą Tata Open, zaś w latach 2005–2017 zawody nosiły miano Chennai Open.

## Mecze finałowe

### Gra pojedyncza
| Pune   |                                              |                                              |                                              |
| Rok    | Zwycięzca                                    | Finalista                                    | Wynik                                        |
| 2023   | Tallon Griekspoor                            | Benjamin Bonzi                               | 4:6, 7:5, 6:3                                |
| 2022   | João Sousa                                   | Emil Ruusuvuori                              | 7:6(9), 4:6, 6:1                             |
| 2021   | Turniej anulowano z powodu pandemii COVID-19 | Turniej anulowano z powodu pandemii COVID-19 | Turniej anulowano z powodu pandemii COVID-19 |
| 2020   | Jiří Veselý                                  | Jahor Hierasimau                             | 7:6(2), 5:7, 6:3                             |
| 2019   | Kevin Anderson                               | Ivo Karlović                                 | 7:6(4), 6:7(2), 7:6(5)                       |
| 2018   | Gilles Simon                                 | Kevin Anderson                               | 7:6(4), 6:2                                  |
| Ćennaj |                                              |                                              |                                              |
| Rok    | Zwycięzca                                    | Finalista                                    | Wynik                                        |
| 2017   | Roberto Bautista-Agut                        | Daniił Miedwiediew                           | 6:3, 6:4                                     |
| 2016   | Stan Wawrinka                                | Borna Ćorić                                  | 6:3, 7:5                                     |
| 2015   | Stan Wawrinka                                | Aljaž Bedene                                 | 6:3, 6:4                                     |
| 2014   | Stanislas Wawrinka                           | Édouard Roger-Vasselin                       | 7:5, 6:2                                     |
| 2013   | Janko Tipsarević                             | Roberto Bautista-Agut                        | 3:6, 6:1, 6:3                                |
| 2012   | Milos Raonic                                 | Janko Tipsarević                             | 6:7(4), 7:6(4), 7:6(4)                       |
| 2011   | Stanislas Wawrinka                           | Xavier Malisse                               | 7:5, 4:6, 6:1                                |
| 2010   | Marin Čilić                                  | Stanislas Wawrinka                           | 7:6(2), 7:6(3)                               |
| 2009   | Marin Čilić                                  | Somdev Devvarman                             | 6:4, 7:6(3)                                  |
| 2008   | Michaił Jużny                                | Rafael Nadal                                 | 6:0, 6:1                                     |
| 2007   | Xavier Malisse                               | Stefan Koubek                                | 6:1, 6:3                                     |
| 2006   | Ivan Ljubičić                                | Carlos Moyá                                  | 7:6(6), 6:2                                  |
| 2005   | Carlos Moyá                                  | Paradorn Srichaphan                          | 3:6, 6:4, 7:6(5)                             |
| 2004   | Carlos Moyá                                  | Paradorn Srichaphan                          | 6:4, 3:6, 7:6(5)                             |
| 2003   | Paradorn Srichaphan                          | Karol Kučera                                 | 6:3, 6:1                                     |
| 2002   | Guillermo Cañas                              | Paradorn Srichaphan                          | 6:4, 7:6(2)                                  |
| 2001   | Michal Tabara                                | Andriej Stoliarow                            | 6:2, 7:6(4)                                  |
| 2000   | Jérôme Golmard                               | Markus Hantschk                              | 6:3, 6:7(6), 6:3                             |
| 1999   | Byron Black                                  | Rainer Schüttler                             | 6:4, 1:6, 6:3                                |
| 1998   | Patrick Rafter                               | Mikael Tillström                             | 6:3, 6:4                                     |
| 1997   | Mikael Tillström                             | Alex Rădulescu                               | 6:4, 4:6, 7:5                                |
| 1996   | Thomas Enqvist                               | Byron Black                                  | 6:2, 7:6(3)                                  |

### Gra podwójna
| Pune   |                                              |                                                   |                                              |
| Rok    | Zwycięzcy                                    | Finaliści                                         | Wynik                                        |
| 2023   | Sander Gillé Joran Vliegen                   | Narayanaswamy Sriram Balaji Jeevan Nedunchezhiyan | 6:4, 6:4                                     |
| 2022   | Rohan Bopanna Ramkumar Ramanathan            | Luke Saville John-Patrick Smith                   | 6:7(10), 6:3, 10–6                           |
| 2021   | Turniej anulowano z powodu pandemii COVID-19 | Turniej anulowano z powodu pandemii COVID-19      | Turniej anulowano z powodu pandemii COVID-19 |
| 2020   | André Göransson Christopher Rungkat          | Jonatan Erlich Andrej Wasileuski                  | 6:2, 2:6, 10–8                               |
| 2019   | Rohan Bopanna Divij Sharan                   | Luke Bambridge Jonny O’Mara                       | 6:3, 6:4                                     |
| 2018   | Robin Haase Matwé Middelkoop                 | Pierre-Hugues Herbert Gilles Simon                | 7:6(5), 7:6(5)                               |
| Ćennaj |                                              |                                                   |                                              |
| Rok    | Zwycięzcy                                    | Finaliści                                         | Wynik                                        |
| 2017   | Rohan Bopanna Jeevan Nedunchezhiyan          | Purav Raja Divij Sharan                           | 6:3, 6:4                                     |
| 2016   | Oliver Marach Fabrice Martin                 | Austin Krajicek Benoît Paire                      | 6:3, 7:5                                     |
| 2015   | Lu Yen-hsun Jonathan Marray                  | Raven Klaasen Leander Paes                        | 6:3, 7:6(4)                                  |
| 2014   | Johan Brunström Frederik Nielsen             | Marin Draganja Mate Pavić                         | 6:2, 4:6, 10–7                               |
| 2013   | Benoît Paire Stanislas Wawrinka              | Andre Begemann Martin Emmrich                     | 6:2, 6:1                                     |
| 2012   | Leander Paes Janko Tipsarević                | Jonatan Erlich Andy Ram                           | 6:4, 6:4                                     |
| 2011   | Mahesh Bhupathi Leander Paes                 | David Martin Robin Haase                          | 6:2, 6:7(3), 10–7                            |
| 2010   | Marcel Granollers Santiago Ventura           | Lu Yen-hsun Janko Tipsarević                      | 7:5, 6:2                                     |
| 2009   | Eric Butorac Rajeev Ram                      | Jean-Claude Scherrer Stanislas Wawrinka           | 6:3, 6:4                                     |
| 2008   | Sanchai Ratiwatana Sonchat Ratiwatana        | Marcos Baghdatis Marc Gicquel                     | 6:4, 7:5                                     |
| 2007   | Xavier Malisse Dick Norman                   | Rafael Nadal Bartolomé Salvá-Vidal                | 7:6(4), 7:6(4)                               |
| 2006   | Michal Mertiňák Petr Pála                    | Prakash Amritraj Rohan Bopanna                    | 6:2, 7:5                                     |
| 2005   | Rainer Schüttler Lu Yen-hsun                 | Mahesh Bhupathi Jonas Björkman                    | 7:5, 4:6, 7:6(4)                             |
| 2004   | Rafael Nadal Tommy Robredo                   | Jonatan Erlich Andy Ram                           | 7:6(3), 4:6, 6:3                             |
| 2003   | Julian Knowle Michael Kohlmann               | František Čermák Leoš Friedl                      | 7:6(1), 7:6(3)                               |
| 2002   | Leander Paes Mahesh Bhupathi                 | Tomáš Cibulec Ota Fukárek                         | 5:7, 6:2, 7:5                                |
| 2001   | Byron Black Wayne Black                      | Barry Cowan Mosé Navarra                          | 6:3, 6:4                                     |
| 2000   | Julien Boutter Christophe Rochus             | Saurav Panja Srinath Prahlad                      | 7:5, 6:1                                     |
| 1999   | Leander Paes Mahesh Bhupathi                 | Wayne Black Neville Godwin                        | 4:6, 7:5, 6:4                                |
| 1998   | Leander Paes Mahesh Bhupathi                 | Olivier Delaître Maks Mirny                       | 6:7, 6:3, 6:2                                |
| 1997   | Leander Paes Mahesh Bhupathi                 | Oleg Ogorodov Ejal Ran                            | 7:6, 7:5                                     |
| 1996   | Jonas Björkman Nicklas Kulti                 | Byron Black Sandon Stolle                         | 4:6, 6:4, 6:4                                |